# Partido Nacional de Honduras
El Partido Nacional de Honduras (PNH) es un partido político hondureño de carácter derecha conservadora y tradicional, Fundado en 1902 por Manuel Bonilla.
Junto al Partido Liberal de Honduras (PLH), es uno de los partidos más antiguos y los que más han gobernado el país desde todo el siglo XX y principios del XXI siendo los partidos tradicionales dominantes desde el retorno a la democracia en 1982 hasta 2021 (39 años). 
Tras el golpe de Estado de 2009, el PLH se fracturó, y una parte de su militancia se integró al nuevo Partido Libertad y Refundación. Como resultado, el Partido Nacional se convirtió en el movimiento más grande del país, haciendo que su influencia sobrepasara a los demás partidos políticos. 
Gobernó al país durante 12 años ininterrumpidos de manera consecutiva, desde 2010 hasta 2022: 2010-2014 con el presidente Porfirio Lobo Sosa y luego 2014-2022 con el presidente Juan Orlando Hernández, quien a su vez contaba con mayoría simple (Absoluta con alianzas) en el Congreso Nacional.

## Historia

### Antecedentes
El 27 de febrero de 1902, el Partido Progresista del general Ponciano Leiva, se fusionó con el Movimiento Manuelista liderado por el general Manuel Bonilla Chirinos. Esto ocurrió en la ciudad capital Tegucigalpa.
Dando comienzo a la Primera Gran Convención Nacional que tuvo el respaldo popular de 30 mil personas.
Se debatió ampliamente la búsqueda de un nombre para el joven instituto político. Unos participantes deseaban ponerle el nombre de Partido Nacional porque en él tenían cabida todos los sectores sociales de Honduras, otros eran del criterio de llamarle Partido Nacional Progresista, ya que sus bases estaban conformadas por gente humilde y había que responder a sus expectativas.
En 1913, el partido al borde de desaparecer fue reorganizado por el doctor Alberto de Jesús Membreño Vásquez, que en 1919 cambió su nombre a Partido Nacional Demócratico, y debido a la muerte prematura de Membreño Vásquez.
El gobernante Tiburcio Carías Andino y Marcos Carías Andino tomaron las riendas del mismo en 1921, año desde el cual se conoce como Partido Nacional de Honduras.
Para 1924 estalla la Revolución Reivindicatoria entre las fuerzas de la nación del presidente General Rafael López Gutiérrez quien había salido victorioso en las elecciones presidenciales, pero sus intenciones eran quedarse en el poder como dictador. 
Las fuerzas revolucionarias al mando del doctor y general Tiburcio Carías Andino y sus comandantes el general Gregorio Ferrera, general Vicente Tosta Carrasco entran en choques armados por el país. 
La ciudad de Tegucigalpa se convirtió en la primera capital de Latinoamérica en ser bombardeada. La revolución contaba con dos aviones de los cuales los aviadores arrojaron a mano las bombas. Las fuerzas gubernamentales solo contaban con las aeronaves británicas Bristol F 2B. Carías Andino tomó el poder entre el 9 de febrero al 24 de marzo.
López Gutiérrez se vio forzado a abandonar el país, en su sustitución quedaría un consejo de ministros encabezado por el doctor Francisco Bueso Cuéllar, administrando las riendas de la deteriorada nación. De nuevo el embajador norteamericano, Franklin E. Morales, pidió la intervención de militares de su país y mandó a anclar el crucero USS Milwakee en el golfo de Fonseca, de donde desembarcaron 200 US marines, que un 11 de marzo de ese año, a las 11:00 a. m., sitiaron la ciudad capital de Tegucigalpa.

### Presidentes del Comité Central

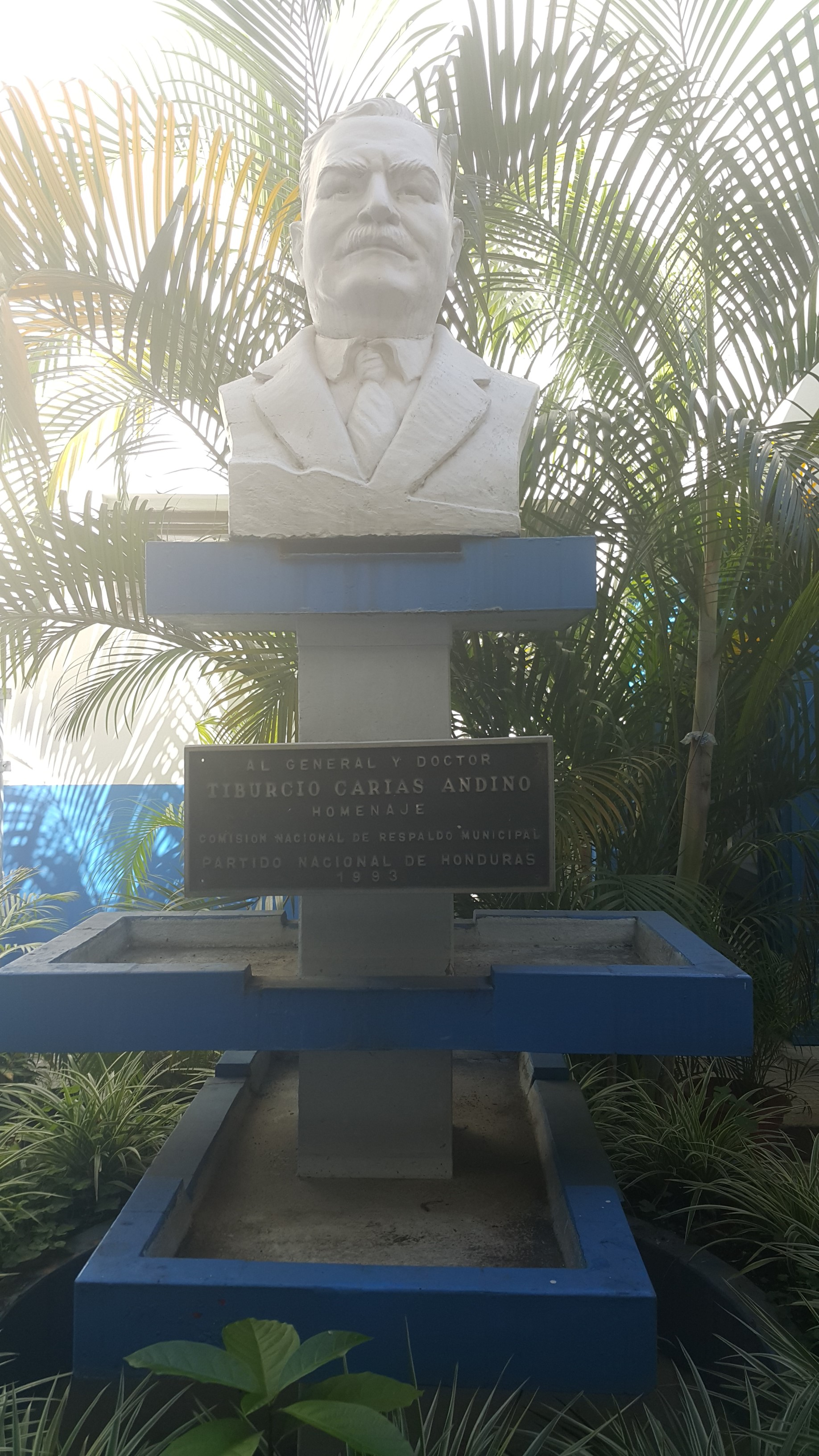
Busto del Doctor y general Tiburcio Carías Andino en la sede del Comité Central del Partido Nacional de Honduras en Tegucigalpa.

Cuadro de presidentes del Comité Central a lo largo de la historia institucional del Partido Nacional.
Cuadro de presidentes del Comité Central a lo largo de la historia institucional del Partido Nacional.
- Tiburcio Carías Andino
- Martín Agüero
- Alejandro López Cantarero
- Rafael Bardales Bueso
- Irma Acosta Mejía
- Ricardo Zúñiga Agustinus
- René Sagastume
- Nicolás Cruz Torres
- Juan Pablo Urrutia Raudales
- Juan Alberto Melgar Castro
- Rafael Leonardo Callejas Romero
- Ricardo Maduro Joest
- José Celin Discua Elvir
- José Oswaldo Ramos Soto
- Alba Nora Gúnera
- Porfirio Lobo Sosa
- Gladis Aurora López Calderón
- Reinaldo Sánchez Rivera
- David Chávez Madison
- Nasry Juan Asfura

## Historia electoral

#### Nivel presidencial
| Elección | Candidato oficial        | Votos     | Porcentaje | Resultado |
| -------- | ------------------------ | --------- | ---------- | --------- |
| 1902     | Manuel Bonilla           | 28,550    | 48.7%      | Ganador   |
| 1923     | Tiburcio Carías Andino   | 49,541    | 47.1%      | Ganador   |
| 1924     | Miguel Paz Barahona      | 72,021    | 99%        | Ganador   |
| 1928     | Tiburcio Carías Andino   | 47,745    | 43.38%     | Perdedor  |
| 1932     | Tiburcio Carías Andino   | 81,211    | 59.1 %     | Ganador   |
| 1948     | Juan Manuel Gálvez       | 254,802   | 99.85%     | Ganador   |
| 1954     | Tiburcio Carías Andino   | 77,726    | 30.85%     | Perdedor  |
| 1971     | Ramón Ernesto Cruz Uclés | 299,807   | 49.28%     | Ganador   |
| 1981     | Ricardo Zúñiga           | 491,089   | 40.43%     | Perdedor  |
| 1985     | Rafael Leonardo Callejas | 701,406   | 45.49%     | Perdedor  |
| 1989     | Rafael Leonardo Callejas | 916,131   | 52.29%     | Ganador   |
| 1993     | Oswaldo Ramos Soto       | 735,123   | 42.97%     | Perdedor  |
| 1997     | Nora Gúnera de Melgar    | 844,985   | 42.76%     | Perdedor  |
| 2001     | Ricardo Maduro           | 1,135,565 | 52.22%     | Ganador   |
| 2005     | Porfirio Lobo Sosa       | 925,243   | 42.15%     | Perdedor  |
| 2009     | Porfirio Lobo Sosa       | 1,212,846 | 56.56%     | Ganador   |
| 2013     | Juan Orlando Hernández   | 1,149,302 | 36.89%     | Ganador   |
| 2017     | Juan Orlando Hernández   | 1,410,888 | 42.95%     | Ganador   |
| 2021     | Nasry Asfura             | 1,240,260 | 36.93%     | Perdedor  |
| 2025     | Nasry Asfura             | -         | -          | -         |

#### Nivel parlamentario
| Elección | Votos     | Porcentaje | Escaños | +/–         | Posición |
| -------- | --------- | ---------- | ------- | ----------- | -------- |
| 1923     |           |            | 15/48   | 15          | 2.ª      |
| 1924     |           |            | 46/46   | 31          | 1.ª      |
| 1926     |           |            | 36/46   | 10          | 1.ª      |
| 1928     |           |            | 26/48   | 10          | 1.ª      |
| 1930     |           |            | 23/48   | 3           | 1.ª      |
| 1932     |           |            | 43/56   | 20          | 1.ª      |
| 1934     |           |            | 55/59   | 12          | 1.ª      |
| 1936     | 132,948   | 99.99%     | 59/59   | 4           | 1.ª      |
| 1942     |           |            | 45/45   | 14          | 1.ª      |
| 1948     | 254,802   | 99.85%     | 49/49   | 4           | 1.ª      |
| 1954     | 77,726    | 30.85%     | 23/59   | 26          | 2.ª      |
| 1956     | 2,003     | 00.48%     | 0/58    | 23          | 3.ª      |
| 1957     | 98,088    | 29.57%     | 18/58   | 18          | 2.ª      |
| 1965     | 334,646   | 55.15%     | 35/64   | 17          | 1.ª      |
| 1971     | 299,807   | 52.62%     | 32/64   | 3           | 1.ª      |
| 1980     | 423,623   | 44.15%     | 33/71   | 1           | 2.ª      |
| 1981     | 491,089   | 41.6%      | 34/82   | 1           | 2.ª      |
| 1985     | 701,406   | 45.49%     | 63/134  | 29          | 2.ª      |
| 1989     | 916,131   | 52.29%     | 76/128  | 13          | 1.ª      |
| 1993     | 735,123   | 42.97%     | 55/128  | 21          | 2.ª      |
| 1997     | 844,985   | 42.76%     | 55/128  | Sin cambios | 2.ª      |
| 2001     | 967,733   | 46.46%     | 61/128  | 6           | 1.ª      |
| 2005     |           |            | 55/128  | 6           | 2.ª      |
| 2009     | 8,561,577 | 53.37%     | 71/128  | 16          | 1.ª      |
| 2013     | 9,255,904 | 33.64%     | 48/128  | 23          | 1.ª      |
| 2017     |           |            | 61/128  | 13          | 1.ª      |
| 2021     | 9,572,363 | 30.17%     | 44/128  | 18          | 2.ª      |

## Ideología
El Partido Nacional se caracteriza por ser un partido de derechas y conservador, fundamentado en el Humanismo cristiano. Históricamente ha tenido una fuerte postura anticomunista, militarista, y nacionalista. Ha brindado su apoyo a la Fuerzas Armadas de Honduras, la iglesia católica, grupos cristianos protestantes y en lo económico ha impulsado al modelo neoliberal en suelo hondureño.
Recientemente, el presidente nacionalista, Juan Orlando Hernández, respaldó la lectura de la Biblia en colegios públicos de Honduras, y en septiembre de 2021, en un discurso por motivo del bicentenario de independencia hondureña, llamó "enemigos de la independencia" a quienes promueven el matrimonio entre personas del mismo sexo y el aborto inducido en Honduras.

### Estatutos
Sus cinco principios fundamentales, tal como se postulan en su declaración de principios, son:
- La persona humana: coloca al individuo como principio y fin, y no como instrumento político; promoviendo su desarrollo integral.
- Bien común: considera que el bien común está por encima del bien personal.
- Solidaridad: todos sus individuos deben estar consientes que a la par de sus derechos, tienen deberes que deben cumplir por el bien de todos.
- Subsidiariedad: se busca apoyar y proteger a las personas y grupos más vulnerables, hasta que puedan valerse por sí mismos.
- Equidad: se entiende como injusticia tratar como iguales ha quienes tienen condiciones desiguales, por lo tanto los servicios y bienes deben repartirse equitativamente, para atender a los grupos vulnerables. En este principio se fundamentan sus siguientes políticas:
  - Política económica: asume el modelo de la economía social de mercado, que conjuga el libre mercado sin regulación alguna por parte del Estado, y la equidad social. En este sentido, el PHN reconoce: 
    - La propiedad privada de los medios de producción y la libre formación de los precios.
    - La libertad de contratación.
    - La implementación y vigencia de un régimen de competencia.
    - El libre comercio y libre convertibilidad de la moneda.
    - La seguridad social.
    - La constancia y confiabilidad de la política económica.

  - Equidad de género: reconoce la igualdad en dignidad y derechos del hombre y la mujer.
  - Juventud: se señala como necesaria la incorporación de las nuevas generaciones para el desarrollo de la nación.
  - Medio ambiente: se reconoce al medio ambiente como parte del bien común y fuente agotable de recursos, la crisis actual que este enfrenta producto de la mala explotación y la necesidad de establecer políticas estatales para su protección.

En su Programa de Acción Política el PNH declara su respeto a las leyes nacionales, a los procesos democráticos y a la «voluntad de las mayorías», y su rechazo a la violencia y a la subordinación a entes externos que atenten «contra la soberanía, dignidad, independencia económica o política del Estado de Honduras, la forma de gobierno republicano, democrático y representativo y las autoridades legítimamente constituidas». Se compromete al cumplimiento de los derechos humanos y anuncia su relación con todos los partidos políticos afines en el mundo y su colaboración con otras organizaciones de fines comunes.
Son objetivos del PNH:
- La vigencia plena de la Constitución de la República,
- Del honor, la soberanía, la integridad del territorio y la independencia de la República,
- Cumplir los tratados y convenios internacionales de los cuales Honduras es signataria,
- Fortalecer las tradiciones nacionales, el respeto a los héroes nacionales y mantener los valores que sustentan la identidad nacional,
- Participar las organizaciones internacionales cuyos objetivos sean el sostenimiento de la libertad y la democracia,
- Cooperar con las instituciones nacionales que tengan por finalidad sostener la democracia y la paz social,
- Procurar el bien común,
- Estudiar en forma permanente la realidad nacional para encontrar soluciones a los problemas que afectan a la sociedad hondureña
- Promover y sostener la participación popular de todos los sectores y militantes en la toma de decisiones del partido.
- Mantener una democratización, con transparencia y honestidad en todos los procesos de elecciones internas del Partido, garantizando la igualdad de oportunidades, la no discriminación y la distribución equitativa en los cargos de elección popular,
- Propiciar la difusión de los valores éticos y combatir la corrupción, y
- Capacitar a los afiliados, forjándolos en una cultura ética, cívica, partidista y democrática, que permita formar ciudadanos honestos y capaces para asumir funciones públicas.

## Símbolos
Su bandera es un rectángulo azul turquesa con el doble del ancho de su altura y con una estrella blanca en el centro, cuyo ancho es un tercio del ancho del rectángulo. El azul representa los cielos y los mares de Honduras, y el blanco la pureza de los ideales democráticos y de superación patria.
Su himno es "Estandartes Azules" y su escudo es el aprobado mediante el decreto número 4 del 23 de septiembre de 1967, donde se ve a un apretón de manos, una antorcha y una balanza representando la igualdad entre hombres y mujeres (ver escudo). Se halla también el lema del PNH: Justicia social con libertad y democracia.
La promesa de ley que deben rendir sus autoridades y afiliados es la siguiente:

Prometo ser fiel al partido nacional,
a su declaración de principios y programas de accion politica;
cumplir y hacer cumplir sus estatutos
y ser disciplinado a los mandatos de sus legitimas autoridades.

## Acusaciones

### Saqueo del Seguro social
En 2015, el Partido Nacional fue acusado por desfalco de millones de dólares al Instituto Hondureño de Seguridad Social, por supuestamente financiar su campaña política con dichos fondos. Si bien el propio partido político nunca negó las acusaciones de financiación fraudulenta, fue el mismo que dio inicio con la investigación para dar con los responsables, que ya llevan varias condenas por apropiación indebida sí abrió investigaciones internas para la condena de los implicados, en su mayoría empresarios, sindicalistas y funcionarios. El Partido Nacional devolvió a las arcas del Estado el dinero recibido durante el desfalco.

### Nexos con el crimen organizado
El partido ha sido acusado en varias ocasiones de colaborar con carteles de drogas y violar derechos humanos. Esto se vio durante el juicio hacia el hermano del Presidente Juan Orlando Hernández, Antonio "Tony" Hernández Alvarado, el cual fue arrestado en Miami y llevado a una cárcel de máxima seguridad en la ciudad de Nueva York. Además de tener entre sus miembros a muchos señalados por narcotraficante en cortes estadounidenses de haber recibido sobornos para sus campañas y poner a candidatos que apoyaban sus intereses como el caso de la actual corte suprema de justicia en la cual el narcotraficante Alexander "Chande" Ardón (exalcalde de un minicipio de Copán por parte del mismo partido) admitió haber sobornado a diputados para que votaran a favor de los candidatos que el les pedia, además aceptó que el expresidente Juan Orlando Hernández le pidió sobornar a 3 diputados del departamento de copan para que votara a favor de él por la Presidencia del Congreso en el año 2009.
De igual manera, se encontró que el expresidente y dictador Juan Orlando Hernández fue culpable por tres cargos relacionados por narcotráfico el 8 de marzo de 2024 en la corte del distrito sur de Nueva York. 